# Callenberg (Coburg)
Callenberg ist ein westlicher Gemeindeteil der oberfränkischen Stadt Coburg, der vor 1972 zum Nachbarort Beiersdorf bei Coburg gehörte. 

## Geografie
Das Dorf liegt etwa 3,7 Kilometer nordwestlich von Coburg. Der historische Kern, das Schloss Callenberg, befindet sich auf einer fast kreisförmig und steil ansteigenden Kuppe.
Callenberg besteht aus Streusiedlungen, die ursprünglich Nebengebäude des Schlosses Callenberg waren. Die einzelnen Adressen lauten:
- Callenberg 1: Schloss
- Callenberg 2: Kavaliershaus (abgebrochen) ⊙
- Callenberg 3: ehemaliges Beamtenhaus ⊙
- Callenberg 3a: ehemaliges Chauffeurhaus ⊙
- Callenberg 4–8: Reitbahn, Fohlenzwinger, Marstall, Gärtnerei (alle abgebrochen)
- Callenberg 9: ehemaliges Cottage ⊙
- Callenberg 10: ehemaliges Forsthaus ⊙
- Callenberg 11: ehemaliges Schlossgasthaus ⊙
- Callenberg 12: ehemalige Callenberger Farm ⊙

## Geschichte
Bereits im Mittelalter entstanden auf dem Burghügel ein Oberes und Unteres Schloss. Im Jahr 1122 wurde der Ortsname erstmals als „Chalwinberch“ urkundlich erwähnt. Eine Burg auf dem Callenberg wurde erstmals 1231/32 erwähnt. Nach mehreren Besitzwechseln gelangte Callenberg 1592 an die Coburger Herzöge. Herzog Ernst II., der während seiner Regentschaft das Schloss als Hauptwohnsitz in Coburg nutzte, veranlasste von 1844 bis 1863 mit den Begleitbauten zum Schloss viele bauliche Erweiterungen. Im Jahr 1871 umfasste der Weiler das Schloss mit Zubehör und einem Gut. Er zählte 13 Wohngebäude und 64 Einwohner.
Im Jahr 1925 war Callenberg ein Gemeindeteil von Beiersdorf bei Coburg und  hatte 109 Einwohner sowie 12 Wohngebäude. Der Ort gehörte zum Sprengel der evangelisch-lutherische Pfarrei in Neuses bei Coburg. Die Kinder besuchten die evangelisch-lutherische Schule in Beiersdorf, ein Kilometer entfernt. Im Jahr 1950 zählte das Dorf zusammen mit dem benachbarten Kropfweihers 247 Einwohner und 10 Wohngebäude und elf Jahre später 221 Einwohner und 15 Wohngebäude. 1970 lebten in Callenberg noch 98 Personen. Im Zuge der Gebietsreform wurden Beiersdorf und der Gemeindeteil Callenberg am 1. Juli 1972 in die Stadt Coburg eingegliedert.